# Чиро (муніципалітет)
Чиро (італ. Cirò) — муніципалітет в Італії, у регіоні Калабрія,  провінція Кротоне.
Чиро розташоване на відстані близько 480 км на південний схід від Рима, 70 км на північний схід від Катандзаро, 34 км на північ від Кротоне.
Населення — 2996 осіб (2014).
Щорічний фестиваль відбувається 2 квітня. Покровитель — San Francesco di Paola.

## Демографія

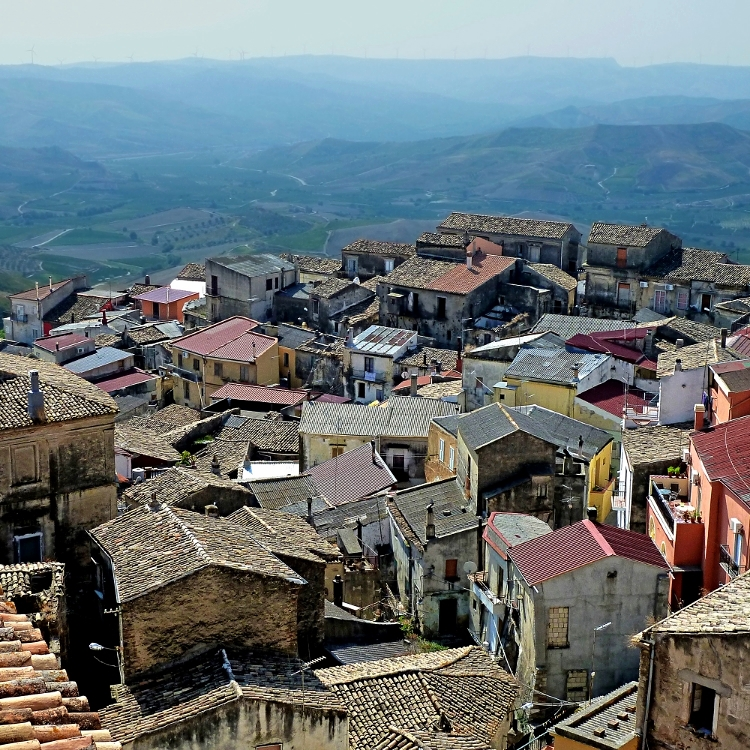
Чиро

Населення за роками:

Станом на 1 січня 2023 року в муніципалітеті офіційно проживало 38 іноземців з 10 країн, серед них 25 громадян країн Євросоюзу та 4 громадяни України.

## Сусідні муніципалітети
- Карфіцці
- Чиро-Марина
- Круколі
- Мелісса
- Умбріатіко